# 445917 Ola
445917 Ola è un asteroide della fascia principale. Scoperto nel 2012, presenta un'orbita caratterizzata da un semiasse maggiore pari a 2,6007504 UA e da un'eccentricità di 0,1451632, inclinata di 15,27213° rispetto all'eclittica.
L'asteroide è dedicato ad Aleksandra Sufa e Aleksandra Kusiak, rispettivamente amica e madre del primo scopritore, tramite il diminutivo comune in polacco del nome Aleksandra.